# نشان پیروگوف
نشان پیروگوف (به روسی: Орден Пирогова) - یک جایزهٔ دولتی فدراسیون روسیه است. با فرمان رئیس‌جمهور فدراسیون روسیه از ۱۹ ژوئن سال ۲۰۲۰ تحت رقم ۴۰۴ «دربارهٔ تأسیس نشان پیروگوف و مدال لوکه کریمسکیی» تأسیس داده شده است.
جایزه نام جرّاح، دانشمند و آموزگار روس نیکولای ایوانوویچ پیروگوف را (۱۸۱۰–۱۸۸۱) دارد، که اساس‌گذار جرّاحی صحرایی نظامی، همچنین جرّاحی همچون یک فنّ علمی محسوب می‌شود. نشان به شهروندان روسیه برای صداقت‌مندی در رسانیدن یاری طبّی در حالت‌های فوق‌العادّه، همه‌گیری، عملیات نظامی و دیگر حالت‌های مربوط به خطر حیات، خدمت‌ها در ساحهٔ فعالیّت عملی طبّی و تشکیل خیل ثمره‌ناک کار در تشخیص، پیشگیری و طبابت بیماری‌های مخصوصاً خطرناک، سهم‌گذاری در تحکیم سلامتی اهالی، پیشگیری پیدایش و رشد بیماری‌های سرایتی و غیرسرایتی، همچنین در حالت‌های دیگر در قانون پیش‌بینی‌شده، داده می‌شود. در حالت‌هایی، که قانونِ نشان معیّن کرده است، جایزه‌ها را به شهروندان خارجی برای رسانیدن یاری طبّی در حالتهای دشوار کلینیکی، طبابت بیماری‌های مخصوصاً خطرناک، اشتراک فعالانه در فعالیّت علمی تشکیلات طبّی روسیه و دیگر خدمت‌ها دادن ممکن است. شعار نشان پیروگوف «شفقت، وظیفه، فداکاری» است.
در سیستم پاداش‌های اتحاد جماهیر شوروی، یگان جایزهٔ دولتی با نام پیروگوف وجود نداشت، امّا پیشنهاد تأسیس نشان پیروگوف بار اوّل در دورهٔ جنگ بزرگ وطنی به میان آمده بود و در سطح عالی در دورهٔ بعد از جنگ تحکیم شد. طرح‌های لایحه‌های نشان پیروگوف از جانب رسّامان و معماران مختلف شوروی حفظ شده‌اند، امّا حتّی یک لایحه عملی نشده است. تأسیس نشان پیروگوف در روسیه معاصر در زمینهٔ دنیاگیری کووید-۱۹ صورت گرفت: اوّلین گیرندگان جایزه کارمندان طبّی و داوطلبانی بودند که در مبارزه با گسترش سرایت ویروس کرونا کمک می‌کردند.